# Konstantín Konstantínov
Konstantín Ivánovich Konstantínov (en ruso: Константин Иванович Константинов) (6 de abril de 1818 – 12 de enero de 1871) fue un militar y científico ruso, experto en los campos de la artillería, los cohetes y el diseño de instrumentos científicos. Durante su carrera militar alcanzó el rango de Teniente General.

## Semblanza
Konstantínov era hijo ilegítimo del Gran Duque Constantino Pávlovich Románov y de una actriz francesa. 
Obtuvo el grado de oficial en la Academia de Artillería de San Petersburgo en 1836. En 1844 inventó un dispositivo para medir la velocidad del vuelo de los proyectiles en cualquier punto de su trayectoria, y en 1847 creó un péndulo balístico para medir la potencia de los cohetes, que abría la posibilidad de regular su movimiento en pleno vuelo. Con la ayuda de este dispositivo, fue capaz de determinar la influencia de la configuración de un cohete en sus características balísticas, poniendo las bases de la determinación de las leyes que rigen el cálculo de su diseño. En 1849 fue nombrado comandante del Departamento de Cohetes Petersburgo (Петербургское ракетное заведение). En 1861 supervisó la construcción de la fábrica de cohetes de Mykolaiv, que pasaría a dirigir seis años más tarde.
Konstantinov es conocido por idear misiles estructuralmente perfectos (para el siglo XIX) con un alcance de 4 a 5 km, plataformas de lanzamiento, y máquinas para fabricarlos. Escribió numerosos artículos y tratados científicos sobre cohetes, artillería, armas de fuego, pirotecnia, y aeronáutica.

## Principales escritos
- «О боевых ракетах» (Misiles de combate)(San Petersburgo, 1856; франц. перевод, Пар., 1858);
- «Lectures sur les fusées de guerre» (Lecturas sobre los cohetes militares) (Пар., 1861; русск. перевод Колкунова, San Petersburgo, 1864);
- «Последовательные усовершенствования ручного огнестрельного оружия» (Sucesivas mejoras en los cañones) (San Petersburgo, 1855);
- «Воздухоплавание» (Aeronáutica) (СПб., 1856);
- «Некоторые сведения о домогательствах разрешения задачи подводного плавания» (Algunos datos acerca de la navegación submarina) (San Petersburgo, 1857);
- «Hausse de l’artillerie de campagne russe» (Aumento de la artillería de campaña de Rusia) (San Petersburgo, 1856).

## Eponimia
- El cráter Konstantinov, situado en la cara oculta de la Luna, lleva este nombre en su memoria.